# ييل كارولي
ييل كارولي Jil Karoly (ولدت عام 1958)، روائية وصحفية ألمانية.
عملت في بداية حياتها في المجال الصحي. ثم اتجهت لدراسة الأدب والإعلام، وكذلك تاريخ الحضارة والإيثنولوجيا. ثم عملت مراجعة حرة وصحفية وكاتبة إعلانات. أبرز كتاباتها فهي رواية «رجل لليلة واحدة» Ein Mann für eine Nacht ترجمت إلى الهولندية.